# Isabel Bru
Isabel Bru i Llorens (València, 1874 - Madrid, 1 de març de 1931) fou una actriu i cantant valenciana.

## Biografia
Filla d'actors, el seu pare Francesc era un conegut baríton, des de molt petita trepitjà les taules teatrals com a corista; una indisposició sobtada de la tiple que havia de cantar la sarsuela Cádiz en un poble dels voltants de la capital valenciana li proporcionà el primer èxit en encarregar-se sobtadament d'aquella part, quan tan sols comptava dotze anys, si bé amb la seva arrogant figura semblava de més edat. En un principi es dedicà a la sarsuela gran, debutant amb el Roberto, de La Tempestad, i destacant en el desenvolupament de Jugar con fuego, La Mascota, Los Mosqueteros grises, Las dos princesas i altres obres d'aquell repertori. Més tard conreà el género chico, apareixent per primera vegada a l'escenari del Teatro Eslava, de Madrid, pels anys 1893-1894, amb La Czarina.
Va estrenar El tambor de Granaderos, que es representà molt de temps degut en gran part a l'excel·lent interpretació que donà a la part de protagonista, realçada per la seva escultural figura; La revoltosa, de la que en feu una verdadera creació; Pepe Gallardo, El cortejo de la Irene, La Buenaventura, El puñado de rosas, El género infimo, i d'altres. Des de 1896 va romandre en la companyia del Teatro Apolo (Madrid).
Va ser pintada en 1904 per Joaquim Sorolla, aquesta obra es troba al Museu de Belles Arts de València.
Va abandonar els escenaris el 1907, després de ser acomiada del Teatre Apolo.